# Flamenco y tauromaquia

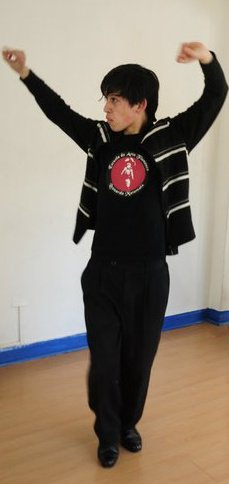
En la postura del cuerpo y brazos de este bailaor flamenco se observan semejanzas con la postura de un torero al proceder a plantar las banderillas.

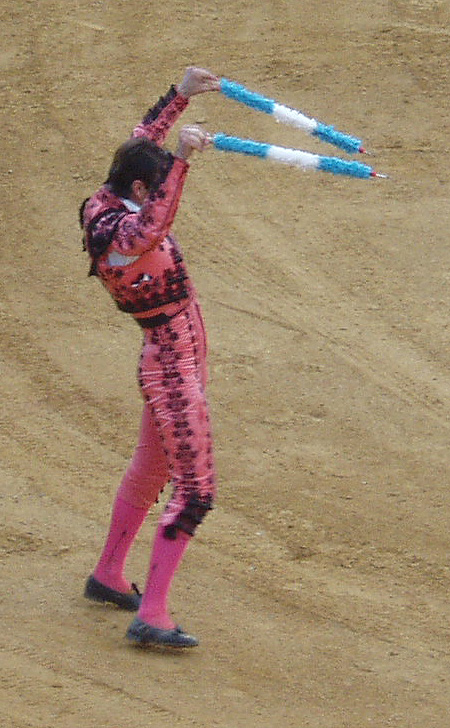
Torero en el acto de clavar las banderillas.

La tauroflamencología hace referencia al abordaje de la relación entre los fenómenos culturales del flamenco y la tauromaquia, acotándose el primero a la región de Andalucía y el segundo al conjunto de España y algunos países de América Latina. Este nexo se hace evidente por proceder, tanto los toreros como los bailaores y cantaores, del mismo entorno social.

## Aspectos relacionados
La relación entre ambas formas de expresión cultural se produce de manera bidireccional, es decir, es posible rastrear elementos procedentes de la tauromaquia en el cante y el baile flamenco, así como la ejecución de suertes del toreo que presentan un carácter coreográfico procedentes de este arte. La presencia de la tauromaquia en el flamenco se advierte, por un lado, en el amplio repertorio de letras flamencas que aluden al mundo del toro. De ese modo, es común rastrear versos en el flamenco que traten sobre alguna figura del toreo (resaltando cualidades como la valentía o la “torería”), sobre el toro y su mística o sobre el riesgo y los infortunios de la profesión torera. 
La cercanía entre el baile flamenco y la tauromaquia se hace evidente en los gestos y desplantes del cuerpo, los quiebros de cintura y movimiento de los brazos. En este caso, evidente la similitud entre el garbo y la actitud del torero y la presencia del bailaor.  Paralelamente, en el toreo se pueden encontrar analogías en cuanto a los tiempos de las interpretaciones, por ejemplo, en el pase natural que se puede asimilar a una soleá o una siguiriya, o las manoletinas a la saeta.
Es de destacar también los parecidos se pueden observar por ejemplo entre los trajes de luces y la indumentaria de los bailaores flamencos. En cuanto al lenguaje, comenzando por el uso de la palabra ¡olé! con la cual se destaca y se alienta tanto al torero como al artista flamenco; y siguiendo con otros numerosos vocablos utilizados tanto en uno como en el otro ámbito, tales como desplante, temple, y tercio entre otros.